# Grand Prix Brda-Collio
Der Grand Prix Brda-Collio oder kurz GP Brda-Collio (slowenisch Velika nagrada Brda-Collio) ist ein slowenisches Straßenradrennen für Männer.
Das Eintagesrennen wurde erstmals im Jahr 2024 ausgetragen und ist Teil der UCI Europe Tour in der UCI-Kategorie 1.2. Die Strecke führt auf einem Rundkurs, der mehrfach zu absolvieren ist, grenzüberschreitend durch den slowenischen und den italienische Teil des Collio (slowenisch Brda). Start- und Zielort ist Dobrovo, der Hauptort der slowenischen Gemeinde Brda.

## Palmarès
| Jahr | Sieger           | Zweiter      | Dritter      |
| ---- | ---------------- | ------------ | ------------ |
| 2024 | Marcin Budziński | Patryk Stosz | Thomas Capra |
| 2025 | Marcin Budziński | Tilen Finkšt | Paul Wright  |